# Kroumir
I Kroumir o Khrumīr (in arabo  الخمير ‎?), sono un gruppo di tribù di origine araba che formano una confederazione tribale stabilita nel nord-ovest della Tunisia, all'interno di una regione che porta il loro nome Crumiria. È una delle più grandi confederazioni tribali tunisine composta da almeno 25 frazioni. Era nota in particolare per la sua resistenza alla spedizione francese in Tunisia nel 1881.

## Storia
Nel 1891, Lucien Bertholon fornisce diverse ipotesi sull'origine dei Kroumir, pur sottolineando l'assenza di una tradizione scritta.
Lo storico arabo Ibn Khaldoun (fine XIV secolo ) la fa discendere da Abdallah-El-Khoumiri, membro di una tribù originaria dell'Arabia che giunse in Nord Africa nel 973 e di cui sette figli sarebbero gli antenati. Secondo altre versioni, risalenti all'epoca coloniale, la popolazione deriverebbe dai Chabid, una confederazione religiosa araba del sud della Tunisia.